# 1997 사모아 내셔널 리그
1997 사모아 내셔널 리그는 사모아 내셔널 리그의 여덟 번째 시즌으로, 키위 FC가 세 번째 우승을 차지했다. 사모아 컵 결승전에서는 키위 FC가 바이바세-타이 FC를 상대로 3-2로 승리를 거두었으나, 바이바세 타이 소속 선수가 퇴장 명령을 받아들이지 못하고 경기장을 떠나지 않았기 때문에 키위 FC의 몰수승으로 기록되었다.